# Mendeed
I Mendeed sono stati un gruppo metalcore di Dumbarton in Scozia.

## Storia del gruppo
I membri si sono conosciuti tutti in età adolescenziale e hanno cominciato suonando nu-metal, ma con il primo EP Killing Something Beautiful svolta verso il metalcore che stava guadagnando popolarità che conterrà anche influenze power metal.
Nel dicembre 2003 il gruppo firma un contratto con la Rising Records per la distribuzione in Gran Bretagna. La prima release per la nuova etichetta è il mini CD From Shadows Came Darkness del settembre 2004 prodotto da Mark Daghom, che li porterà a fare da spalla al gruppo power metal dei Dragonforce in due differenti tour. Nel dicembre dello stesso anno, il video di "Ignite the Flames" viene aggiunto alla playlist dei programmi di MTV2 Headbangers Ball e 120 Minutes.
Due anni dopo esce This War Will Last Forever e firmano un contratto per la Nuclear Blast che ristampa l'album con una nuova copertina e lo distribuisce in tutto il mondo. Sono anche apparsi nel CD di Kerrang! per festeggiare i 20 anni di Master of Puppets con la cover di The Thing That Should Not Be. Dopo un tour di spalla a Napalm Death e Born from Pain nel settembre 2006 hanno pubblicato l'album The Dead Live By Love.
Il 4 settembre 2007 attraverso MySpace il chitarrista Steven Nixon ha annunciato lo scioglimento della band a causa di problemi con il manager.

## Formazione
- Dave Proctor - voce
- Chris Lavery - basso, voce
- Steven Nixon - chitarra
- Steph Gildea - chitarra
- Kevin Matthews - batteria

## Discografia
Album in studio
- 2006 - This War Will Last Forever
- 2007 - The Dead Live By Love

Raccolte
- 2008 - Shadows, War, Love: The Best of Mendeed

EP
- 2002 - Killing Something Beautiful
- 2003 - As We Rise
- 2004 - From Shadows Came Darkness

Singoli
- 2004 - Ignite the Flames
- 2005 - Act of Sorrow
- 2005 - Beneath A Burning Sky